# Miglior calciatore dell'anno IFFHS

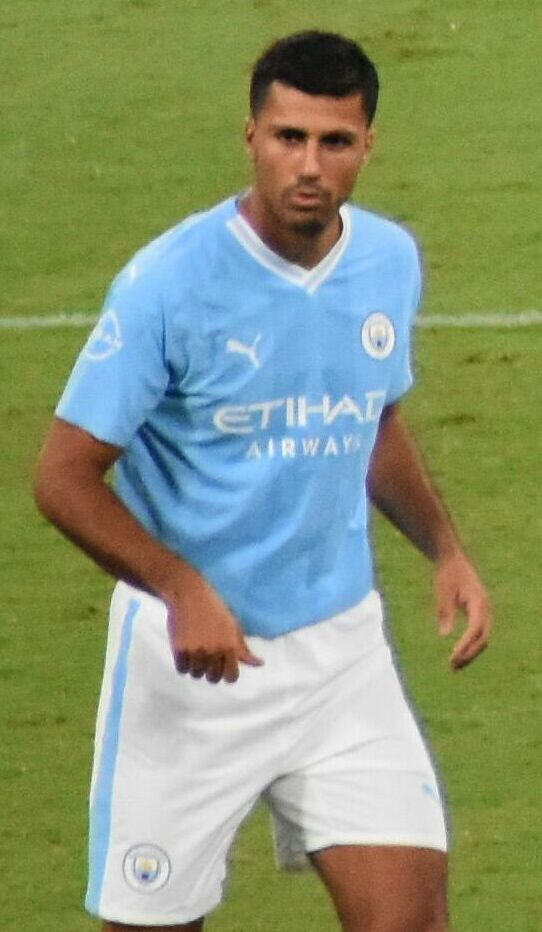
Rodri, detentore del riconoscimento maschile

Il Miglior calciatore dell'anno IFFHS (in inglese IFFHS World's Best Player) è un premio calcistico assegnato dall'IFFHS al miglior calciatore dell'anno solare. Il riconoscimento è stato istituito nel 1988 ed è stato assegnato per i due anni successivi, prima di tornare ad essere assegnato nel 2020.
I maggiori vincitori del premio sono a pari merito l'olandese Marco van Basten e il polacco Robert Lewandowski, con due affermazioni ciascuno.
Nel 2020 è stato istituito il corrispettivo premio per il calcio femminile. La maggiore vincitrice è la spagnola Alexia Putellas, con due affermazioni.

## Calcio maschile

### Albo d'oro
| Anno | Allenatore         | Club                |
| ---- | ------------------ | ------------------- |
| 1988 | Marco van Basten   | Milan               |
| 1989 | Marco van Basten   | Milan               |
| 1990 | Lothar Matthäus    | Inter               |
| 2020 | Robert Lewandowski | Bayern Monaco       |
| 2021 | Robert Lewandowski | Bayern Monaco       |
| 2022 | Lionel Messi       | Paris Saint-Germain |
| 2023 | Erling Haaland     | Manchester City     |
| 2024 | Rodri              | Manchester City     |

### Statistiche

#### Vittorie per giocatore
| Giocatore          | Vittorie | Anni       |
| ------------------ | -------- | ---------- |
| Marco van Basten   | 2        | 1988, 1989 |
| Robert Lewandowski | 2        | 2020, 2021 |
| Lothar Matthäus    | 1        | 1990       |
| Lionel Messi       | 1        | 2022       |
| Erling Haaland     | 1        | 2023       |
| Rodri              | 1        | 2024       |

#### Vittorie per nazionalità
| Nazione     | Vittorie | Anni       |
| ----------- | -------- | ---------- |
| Paesi Bassi | 2        | 1988, 1989 |
| Polonia     | 2        | 2020, 2021 |
| Germania    | 1        | 1990       |
| Argentina   | 1        | 2022       |
| Norvegia    | 1        | 2023       |
| Spagna      | 1        | 2024       |

#### Vittorie per club
| Club                | Vittorie | Anni       |
| ------------------- | -------- | ---------- |
| Milan               | 2        | 1988, 1989 |
| Bayern Monaco       | 2        | 2020, 2021 |
| Manchester City     | 2        | 2023, 2024 |
| Inter               | 1        | 1990       |
| Paris Saint-Germain | 1        | 2022       |

### Miglior calciatore di tutti i tempi

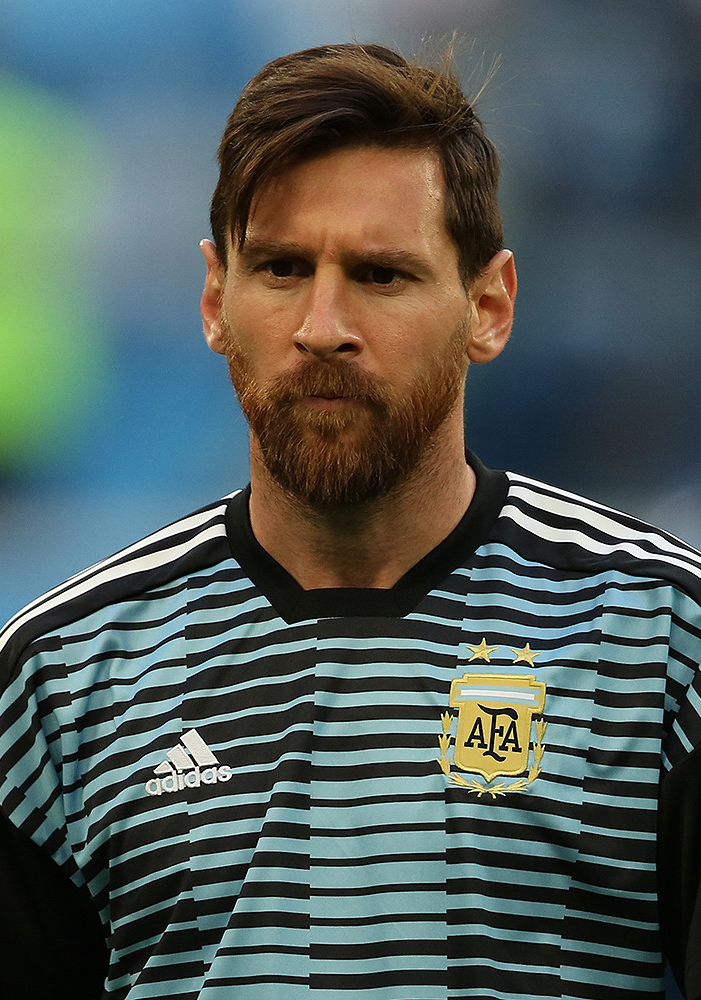
Lionel Messi, miglior calciatore di tutti i tempi

| Pos. | Giocatore              | Nazione          |
| ---- | ---------------------- | ---------------- |
| 1    | Lionel Messi           | Argentina        |
| 2    | Pelé                   | Brasile          |
| 3    | Diego Armando Maradona | Argentina        |
| 4    | Cristiano Ronaldo      | Portogallo       |
| 5    | Johan Cruijff          | Paesi Bassi      |
| 6    | Ronaldo                | Brasile          |
| 7    | Zinedine Zidane        | Francia          |
| 8    | Franz Beckenbauer      | Germania         |
| 9    | Alfredo Di Stéfano     | Argentina Spagna |
| 10   | Ronaldinho             | Brasile          |

### Miglior calciatore del XIX secolo (fino al 1900)
| Pos. | Giocatore            | Nazione     |
| ---- | -------------------- | ----------- |
| 1    | Gilbert Oswald Smith | Inghilterra |
| 2    | John Goodall         | Inghilterra |
| 3    | Steve Bloomer        | Inghilterra |

### Miglior calciatore del XX secolo (1901-2000)

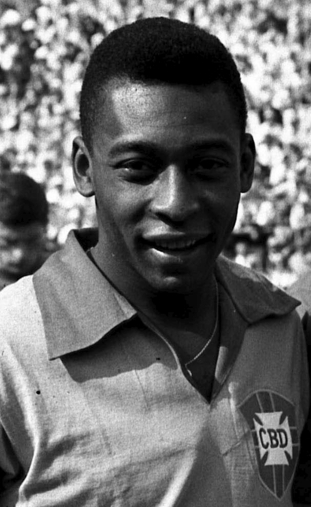
Pelé, miglior calciatore del XX secolo

| Pos. | Giocatore              | Nazione          | Voti |
| ---- | ---------------------- | ---------------- | ---- |
| 1    | Pelé                   | Brasile          | 1705 |
| 2    | Johan Cruijff          | Paesi Bassi      | 1303 |
| 3    | Franz Beckenbauer      | Germania         | 1228 |
| 4    | Alfredo Di Stéfano     | Argentina Spagna | 1215 |
| 5    | Diego Armando Maradona | Argentina        | 1214 |
| 6    | Ferenc Puskás          | Ungheria         | 810  |
| 7    | Michel Platini         | Francia          | 722  |
| 8    | Garrincha              | Brasile          | 624  |
| 9    | Eusébio                | Portogallo       | 544  |
| 10   | Robert Charlton        | Inghilterra      | 508  |

### Miglior calciatore del decennio 2011-2020
| Confederazione | Primo             | Secondo           | Terzo            |
| -------------- | ----------------- | ----------------- | ---------------- |
| Mondo          | Lionel Messi      | Cristiano Ronaldo | Andrés Iniesta   |
| UEFA           | Cristiano Ronaldo | Sergio Ramos      | Manuel Neuer     |
| CONMEBOL       | Lionel Messi      | Neymar            | Dani Alves       |
| CONCACAF       | Keylor Navas      | Javier Hernández  | Clint Dempsey    |
| CAF            | Mohamed Salah     | Sadio Mané        | Riyad Mahrez     |
| AFC            | Son Heung-min     | Keisuke Honda     | Salem Al-Dawsari |
| OFC            | Chris Wood        | Winston Reid      | Marco Rojas      |

### Miglior calciatore europeo 1956-1990

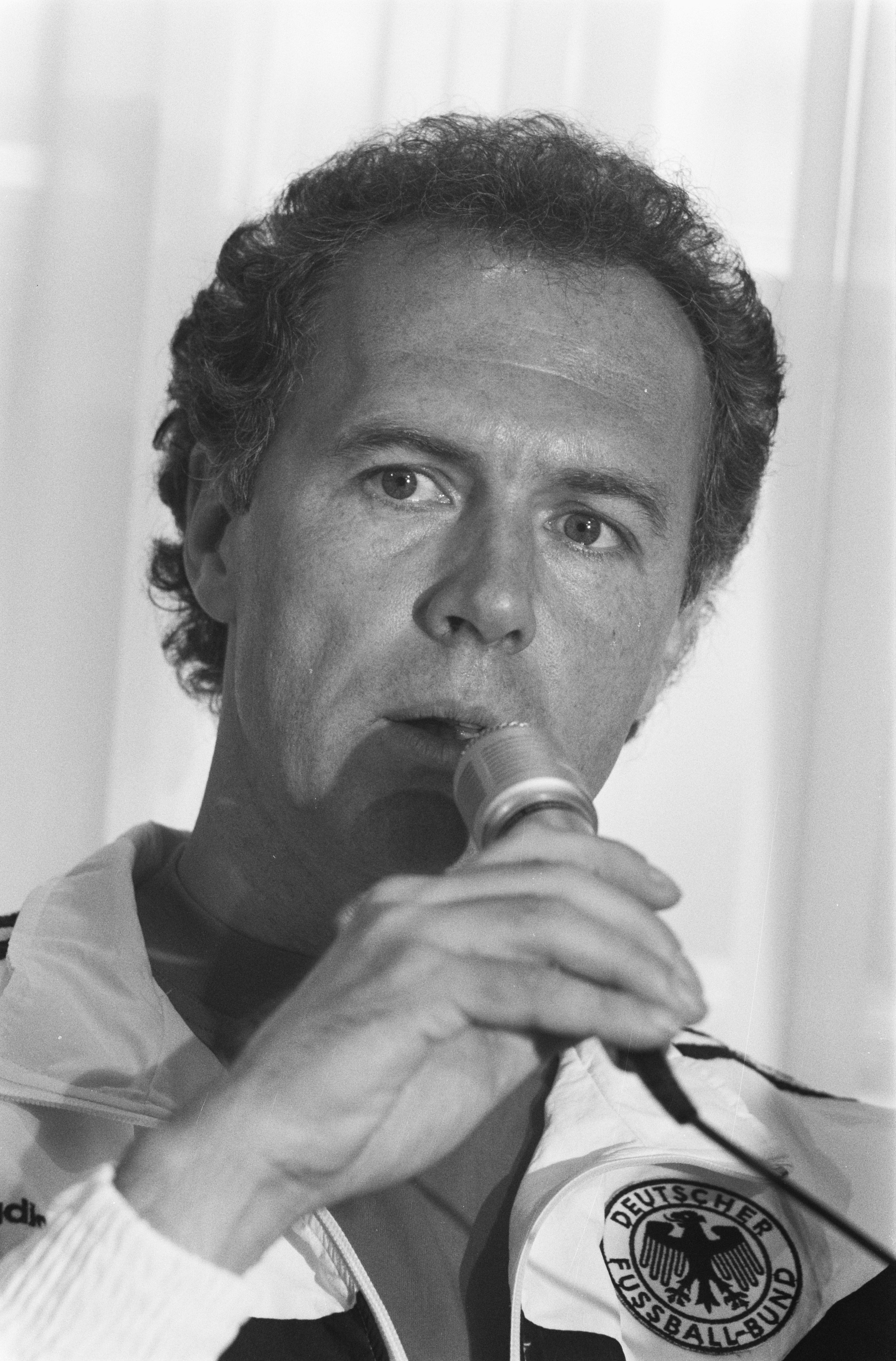
Franz Beckenbauer, miglior calciatore europeo del periodo 1956-1990

| Pos. | Giocatore             | Nazione          |
| ---- | --------------------- | ---------------- |
| 1    | Franz Beckenbauer     | Germania Ovest   |
| 2    | Michel Platini        | Francia          |
| 3    | Johan Cruyff          | Paesi Bassi      |
| 4    | Eusébio               | Portogallo       |
| 5    | Gerd Müller           | Germania Ovest   |
| 6    | Karl-Heinz Rummenigge | Germania Ovest   |
| 7    | Luis Suárez           | Spagna           |
| 8    | Bobby Charlton        | Inghilterra      |
| 9    | Alfredo Di Stéfano    | Spagna           |
| 10   | Raymond Kopa          | Francia          |
| 11   | Lev Jašin             | Unione Sovietica |
| 11   | Gianni Rivera         | Italia           |
| 11   | Kevin Keegan          | Inghilterra      |
| 14   | John Charles          | Galles           |
| 15   | Marco van Basten      | Paesi Bassi      |
| 16   | Ferenc Puskás         | Ungheria         |
| 16   | Bernd Schuster        | Germania Ovest   |
| 16   | George Best           | Irlanda del Nord |
| 19   | Ruud Gullit           | Paesi Bassi      |
| 20   | Preben Elkjær         | Danimarca        |

## Calcio femminile

### Albo d'oro
| Anno | Giocatrice      | Club              |
| ---- | --------------- | ----------------- |
| 2020 | Pernille Harder | Wolfsburg Chelsea |
| 2021 | Alexia Putellas | Barcellona        |
| 2022 | Alexia Putellas | Barcellona        |
| 2023 | Aitana Bonmatí  | Barcellona        |
| 2024 | Aitana Bonmatí  | Barcellona        |

### Statistiche

#### Vittorie per giocatrice
| Giocatrice      | Vittorie | Anni       |
| --------------- | -------- | ---------- |
| Alexia Putellas | 2        | 2021, 2022 |
| Aitana Bonmatí  | 2        | 2023, 2024 |
| Pernille Harder | 1        | 2020       |

#### Vittorie per nazionalità
| Nazione   | Vittorie | Anni                   |
| --------- | -------- | ---------------------- |
| Spagna    | 4        | 2021, 2022, 2023, 2024 |
| Danimarca | 1        | 2020                   |

#### Vittorie per club
| Club       | Vittorie | Anni                   |
| ---------- | -------- | ---------------------- |
| Barcellona | 4        | 2021, 2022, 2023, 2024 |
| Wolfsburg  | 1        | 2020                   |
| Chelsea    | 1        | 2020                   |

In corsivo le edizioni condivise.

### Miglior calciatrice di tutti i tempi

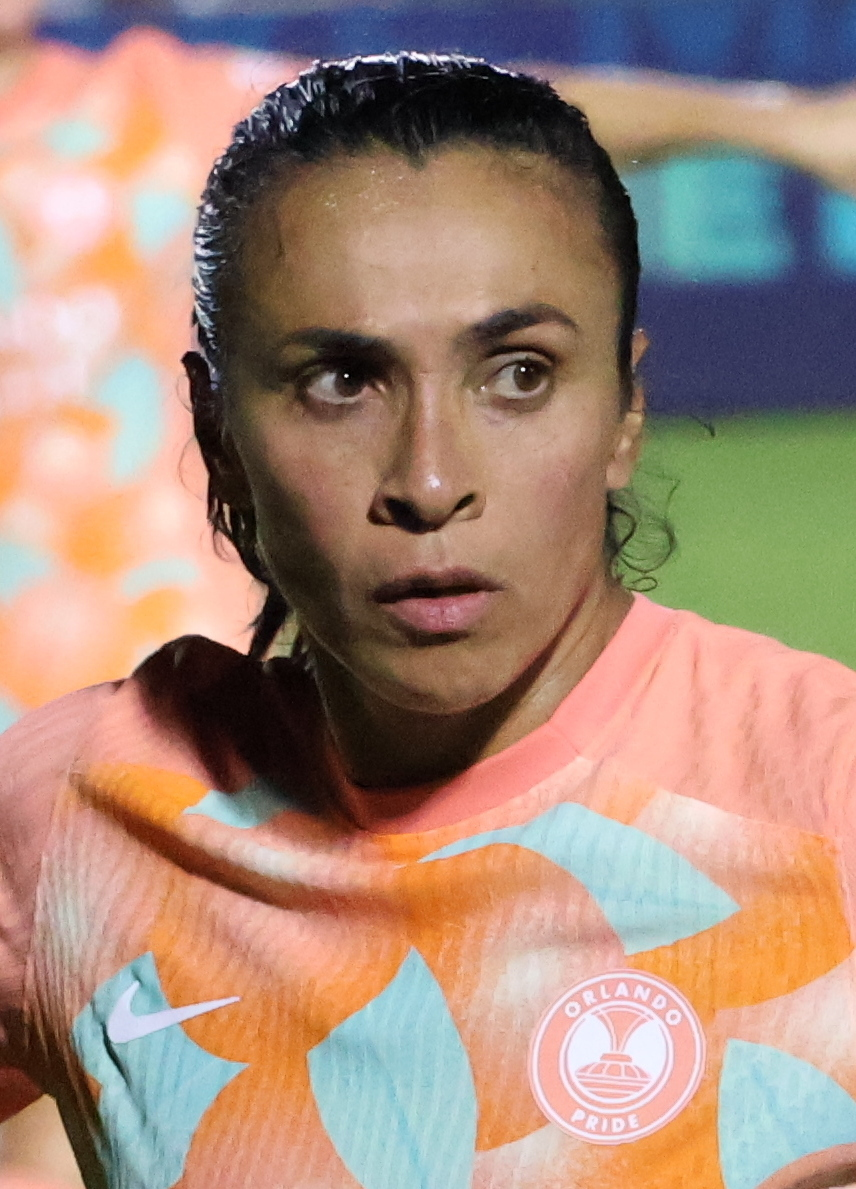
Marta, miglior calciatrice di tutti i tempi

| Pos. | Giocatrice         | Nazione     |
| ---- | ------------------ | ----------- |
| 1    | Marta              | Brasile     |
| 2    | Mia Hamm           | Stati Uniti |
| 3    | Christine Sinclair | Canada      |
| 4    | Kristine Lilly     | Stati Uniti |
| 5    | Michelle Akers     | Stati Uniti |
| 6    | Sun Wen            | Cina        |
| 7    | Homare Sawa        | Giappone    |
| 8    | Heidi Mohr         | Germania    |
| 9    | Birgit Prinz       | Germania    |
| 10   | Aitana Bonmatí     | Spagna      |

### Miglior calciatrice del XX secolo (1901-2000)

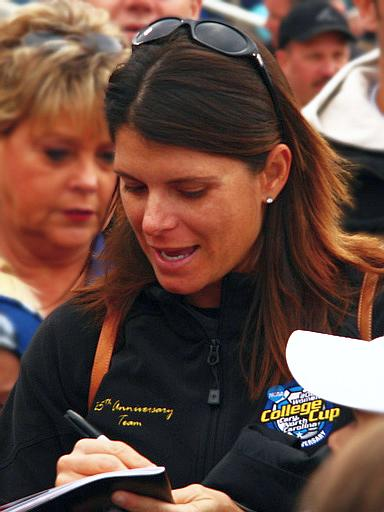
Mia Hamm, miglior calciatrice del XX secolo

| Pos. | Giocatrice      | Nazione     | Voti |
| ---- | --------------- | ----------- | ---- |
| 1    | Mia Hamm        | Stati Uniti | 443  |
| 2    | Michelle Akers  | Stati Uniti | 411  |
| 3    | Heidi Mohr      | Germania    | 250  |
| 4    | Carolina Morace | Italia      | 230  |
| 5    | Sissi           | Brasile     | 212  |
| 6    | Linda Medalen   | Norvegia    | 181  |
| 7    | Liu Ailing      | Cina        | 165  |
| 8    | Kristine Lilly  | Stati Uniti | 160  |
| 9    | Heidi Støre     | Norvegia    | 141  |
| 10   | Pia Sundhage    | Svezia      | 129  |

### Miglior calciatrice del decennio 2011-2020
| Confederazione | Primo              | Secondo           | Terzo              |
| -------------- | ------------------ | ----------------- | ------------------ |
| Mondo          | Marta              | Carli Lloyd       | Dzsenifer Marozsán |
| UEFA           | Dzsenifer Marozsán | Ada Hegerberg     | Wendie Renard      |
| CONMEBOL       | Marta              | Cristiane         | Formiga            |
| CONCACAF       | Carli Lloyd        | Alex Morgan       | Megan Rapinoe      |
| CAF            | Asisat Oshoala     | Gabrielle Onguéné | Ngozi Okobi        |
| AFC            | Homare Sawa        | Samantha Kerr     | Saki Kumagai       |
| OFC            | Ria Percival       | Abby Erceg        | Rebekah Stott      |